# Прончищевы
Про́нчищевы — древний русский дворянский род.
В Гербовник внесены две фамилии Прончищевых:
1. Прончищевы, потомки Ивана Васильевича, прозванием Прончища, выехавшего из Польши в 1488 году (Герб. Часть VI. № 26).
2. Прончищевы, потомки Ермолая (Ермолы) Ивановича (Михайловича) стряпчего в 1664 году (в Гербовник не внесены)[2].

При подаче документов для внесения рода в Бархатную книгу, были поданы две родословные росписи Прончищевых: Петром (1686) и Василием Софоновичем (24 января 1687).
Род Прончищевых внесён в VI часть родословной книги Калужской губернии.

## Происхождение и история рода
Происходит, по сказаниям старинных родословцев, от Ивана Васильевича Прончища, выехавшего из Польши в 1488 году к великому князю Ивану III и пожалованного поместьями в Тарусском уезде.Фамилия происходит от реки Проня, протекающей в восточной Беларуси. Его сын Яков Иванович упоминается в поручной грамоте по князю А. И. Воротынскому (1563), был участником взятия Ислам-Кирменя (1576), а внук Осип Яковлевич, голова в Казани, послан на службу против литовцев и польских людей с жалованными татарами (февраль 1614), послан к шведскому королю Густаву-Адольфу для утверждения тихвинского мирного договора, (1618), воеводствовал в Уфе (1622) и был послом в Крыму (1625).
Сын последнего, Афанасий Осипович (ум. в 1660), был московским дворянином, в 1638 году служил воевдой в Туле, с 1654 года стал думным дворянином, так же, как и его сын Иван Афанасьевич (ум. 1687), бывший послом в Швеции (1661), а его внук — Пётр Иванович (ум. 1700) управлял Владимирским судным приказом.

### Имения

#### Богимово
Богимово — село и усадьба в Ферзиковском районе Калужской области, на берегу реки Мышеги, ставшая родовым имением Прончищевых. Первоначально называлось Торбеево.
Здесь в 1702 году родился и провёл своё детство Василий Васильевич Прончищев, исследователь Арктики, участник Великой Северной экспедиции, первооткрыватель полуострова Таймыр, где он и скончался 29 августа 1736 года.
Известно, что в конце XVIII века Богимовым владел Алексей Ионович Прончищев — отставной секунд-майор и предводитель Тарусского дворянства. При нём на левом берегу возводятся большой двухэтажный дом на 25 комнат, 2 флигеля, конный и скотный дворы. В 1830-е года его внук Алексей Владимирович разбил регулярный парк и построил Успенскую церковь.
Летом 1891 года в Богимово жили семья А. А. Киселёва и А. П. Чехов; тогда усадьба уже принадлежала новому владельцу, помещику Былим-Колосовскому. Семья Чеховых занимала второй этаж усадебного дома. Здесь Антон Павлович написал повесть «Дуэль», рассказ «Бабы», продолжал работать над «Островом Сахалин».
С 1936 года использовалась как психиатрическая больница.  Объект культурного наследия народов РФ. Объект № 4010158000 (БД Викигида).

#### Верхние Котлы
Котлы впервые упоминаются ещё в XIV веке. Во время восстания Болотникова в 1606 году, село было полностью уничтожено. В конце 1620-х годов «пустошь, что было сельцо Козина, Копытово тож, на речке на Котле» уже входит в состав поместья Афанасия Осиповича Прончищева.
Афанасий Осипович построил около реки Котёл небольшую усадьбу, в которой поселил челядь, а затем построил деревянную церковь во имя Николая Чудотворца, по которой селение стало именоваться Никольским. В переписной книге 1646 года оно описывается как:
Село Никольское, что была пустошь Козина, Копытово тож, на речке Котле, а в селе церковь Николая Чудотворца, да Зосимы и Савватия Соловецких чудотворцев, у церкви во дворе поп Сидор Спиридонов, двор церковного бобыля; на другой стороне речки Котла двор вотчинников с деловыми его людьми.
После смерти Афанасия Осиповича в 1660 году, село перешло к его сыну Ивану Афанасьевичу Прончищеву. При нём здесь в середине 70-х годов строится каменная церковь Знамения Богородицы с приделом Николая Чудотворца, и по описанию 1678 года село именуется уже как «Знаменское, Никольское, Козино тож».
В конце XVII века одной половиной села владел сын Ивана Афанасьевича — Пётр Иванович, а другой — Александр Тимофеевич Ржевский, женатый на Анне Михайловне, урождённой Прончищевой. По описанию 1704 года здесь находились две усадьбы и 17 крестьянских дворов, где жили 58 человек. С этого времени село начинает делиться на две части: Нижние Котлы и Верхние Котлы.

#### Покровское-Засекино
Покровское-Засекино впервые упоминается в писцовой книге 1558 года, как село Симановское, рядом с которым лежал Покровский погост. В начале XVII века эта местность была разорена и стала пустошью.
В 1678 году здесь значится село Покровское, принадлежавшее Ивану Афанасьевичу Прончищеву. После его смерти, в 1690 году жена Прончищева продала владение князю М. Ф. Жирово-Засекину, отсюда и название Покровское-Засекино.

#### Черёмушки-Знаменское
Прончищевы и дьяк В. Махов были первыми документально известными владельцами Черёмушек. Афанасий Осипович Прончищев вместе с одним из руководителей Поместного приказа — дьяком Венедиктом Матвеевичем Маховым купили эти земли в 1629—1630 годах, бывшие тогда пустошью. С санкции царя Михаила Фёдоровича отправленные писцы обмерили, описали черёмушкинскую территорию и поделили её между новыми хозяевами примерно пополам:
За дьяком за Венедиктом Маховым в вотчине по купчей [7]138 году за приписью дьяка Неупокоя Кокошкина, что ему продано в вотчину в Чермневе стану половина пустоши Черемошня на Черемошском враге по обе стороны Черемошского врага, а другая половина тое пустоши за Афонасием Прончищевым…
Владелец северной части А. О. Прончищев уделял мало внимания её обустройству, так как имел усадьбу по соседству, в Верхних Котлах. В отличие от него В. М. Махов основал на своей территории двор вотчинников, на месте которого находятся ныне существующие усадебные постройки.
В 1633 году В. Махов продал свои владения думному дьяку Фёдору Фёдоровичу Лихачёву. В составленной по этому случаю отказной книге было сказано:
Деревня Черемошье, по обе стороны Черемошского врага, под деревнею пруд, да пруд вообще с Афанасьем Прончищевым, в деревне двор вотчинников.
За три столетия с начала XVII века сменилось несколько поколений владельцев Черёмушек, принадлежавших к родам Прончищевых, Прозоровских, Голицыных, Меншиковых, Якунчиковых.

## Известные представители
- Прончищев, Афанасий Осипович (ум. в 1660) — думный дворянин, посол, воевода.
- Прончищев, Василий Васильевич (1702—1736) — русский полярный исследователь Арктики и морской офицер.
- Прончищев, Иван Афанасьевич (ум. в 1687) — стольник, окольничий, посол, воевода в Казани.
- Прончищев, Осип Яковлевич — стольник, посол, воевода в Галиче и Уфе.
- Прончищев, Пётр Иванович (ум. в 1700) — думный дворянин, посол в Швеции, полковой воевода в Чугуеве.

- Прончищев Ермолай Михайлович - стряпчий (1658-1676), стольник (1686).
- Прончищев Парфений Михайлович - московский дворянин (1661-1668).
- Прончищев Гаврила Михайлович - стряпчий (1662), московский дворянин (1662-1677).
- Прончищев Михаил Иванович - стольник царицы Натальи Кирилловны (1676), стольник (1677-1692).
- Прончищевы: Иван Петрович, Василий Парфеньевич - стольники (1686-1692)[13].
- Прончищев Алексей Иванович (г/р 1751) — секунд-майор, тарусский уездный предводитель дворянства.
- Прончищева Евдокия Алексеевна (г/р 1782) — жена князя Несвицкого.
- Прончищев Алексей Владимирович — титулярный советник (1847), женат на княжне Варваре Петровне Оболенской.

## Прончищевы другого происхождения
В конце XVII века сосуществовал ещё один дворянский род Прончищевых другого происхождения.
Родоначальник — Прончища. Его сыновья Третьяк Прончищев и Афанасий Прончищев сын Фуник служили по Туле (1508), пожалованы вотчиной в Каширском уезде. Василий Афанасьевич записан в Тысячной книге (1550) и является родоначальником Фуниковых. Иван Яковлевич сброшен с башни по приказу Болотникова И.И. в Туле. Василий и Киприан Софоновичи подали в Палату родословных дел родословную роспись своего рода (1687). Их братья Степан убит под Гродно († 1656), а Пётр погиб под Шкловом († 1660). Иван Васильевич Большой стряпчий (1692).